# Oman Oil Company
Oman Oil Company (OOC) es una compañía petrolera nacional de inversión de Omán. Es enteramente propiedad del Gobierno del Sultanato de Omán. La creación de la Oman Oil Company fue propuesta en 1992 y la compañía fue fundada en 1996. El consejero delegado de la compañía es Ahmed Al-Wahaibi. Además de exploración y producción de petróleo y gas, la compañía también invierte en generación eléctrica, transporte de energía e infraestructuras, refino de petróleo, y fabricación de productos petroquímicos.